# Pforzen
Pforzen település Németországban, azon belül Bajorországban. Lakosainak száma 2420 fő (2023. december 31.). Pforzen Kaufbeuren községgel határos.

## Népesség
A település népessége az elmúlt években az alábbi módon változott:
| Lakosok száma | 598  | 1354 | 1531 | 1714 | 2160 | 2214 | 2232 | 2288 | 2364 | 2420 |
|               | 1875 | 1950 | 1975 | 1987 | 2012 | 2014 | 2016 | 2017 | 2021 | 2023 |